# لوکاس گورتلر
لوکاس گورتلر (انگلیسی: Lukas Görtler؛ زادهٔ ۱۵ ژوئن ۱۹۹۴) بازیکن فوتبال اهل آلمان است.
از باشگاه‌هایی که در آن بازی کرده‌است می‌توان به باشگاه فوتبال بایرن مونیخ ۲، باشگاه فوتبال کایزرسلاوترن، باشگاه فوتبال آینتراخت بامبرگ، باشگاه فوتبال بایرن مونیخ، و باشگاه فوتبال نورنبرگ اشاره کرد.